# جی‌دبلیو فورموزا
جی‌دبلیو فورموزا (Jednostka Wojskowa Formoza) یگان نیروهای ویژه و ضدتروریسم زیرمجموعه نیروهای ویژه لهستان است، که در سال ۱۹۷۵ تأسیس شد.